# Twelve Shots on the Rocks
Twelve Shots on the Rocks è il sesto album degli Hanoi Rocks, uscito nel 2002 per l'Etichetta discografica Major Leiden.

## Tracce
1. Intro 0:28
2. Obscured (Amaral, Fernandez, Gutierres, Monroe, Wilder) 4:06
3. Whatcha Want (Monroe, Wilder) 4:17
4. People Like Me (McCoy, Monroe) 2:58
5. In My Darkest Moment (McCoy, Monroe) 4:23
6. Delirious (Holton, Monroe, Thomas, Wilder, Williams) 3:15
7. A Day Late, a Dollar Short (McCoy) 3:08
8. New York City (Monroe, Wilder) 4:04
9. Winged Bull (Hall) 4:27 (Hall & Oates Cover)
10. Watch This (Monroe, Wilder) 3:46
11. Gypsy Boots (McCoy, Monroe) 4:12
12. Lucky (McCoy, Monroe) 3:22
13. Designs on You (Monroe, Wilder) 10:30

## Formazione
- Michael Monroe - voce, sassofono, armonica, chitarra, tastiere, percussioni
- Andy McCoy - Chitarra Solista, cori
- Costello Hautamäki - chitarra, cori
- Timpa - basso, cori
- Lacu - batteria, percussioni